# Улица Фрунзе (Санкт-Петербург)
Улица Фру́нзе — улица в Московском районе Санкт-Петербурга, ограничена Варшавской улицей и проспектом Юрия Гагарина. Длина — 1,3 км.

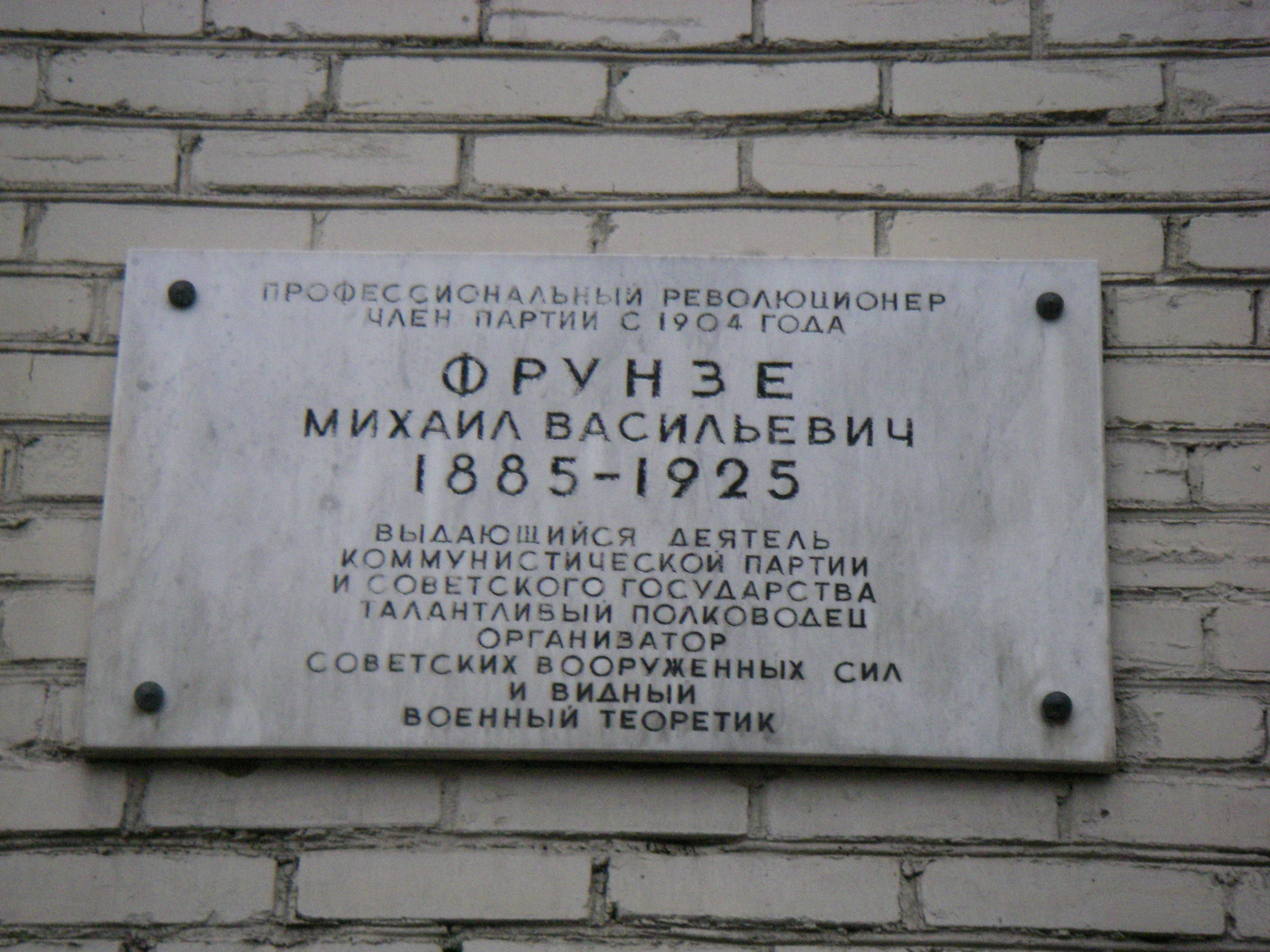
Мемориальная доска на доме № 2

## История
Названа в честь Михаила Васильевича Фрунзе 20 декабря 1955 года.

## Пересечения
Пересекает следующие улицы:
- Варшавская улица
- площадь Братьев Стругацких
- улица Ленсовета
- Проспект Юрия Гагарина

## Здания

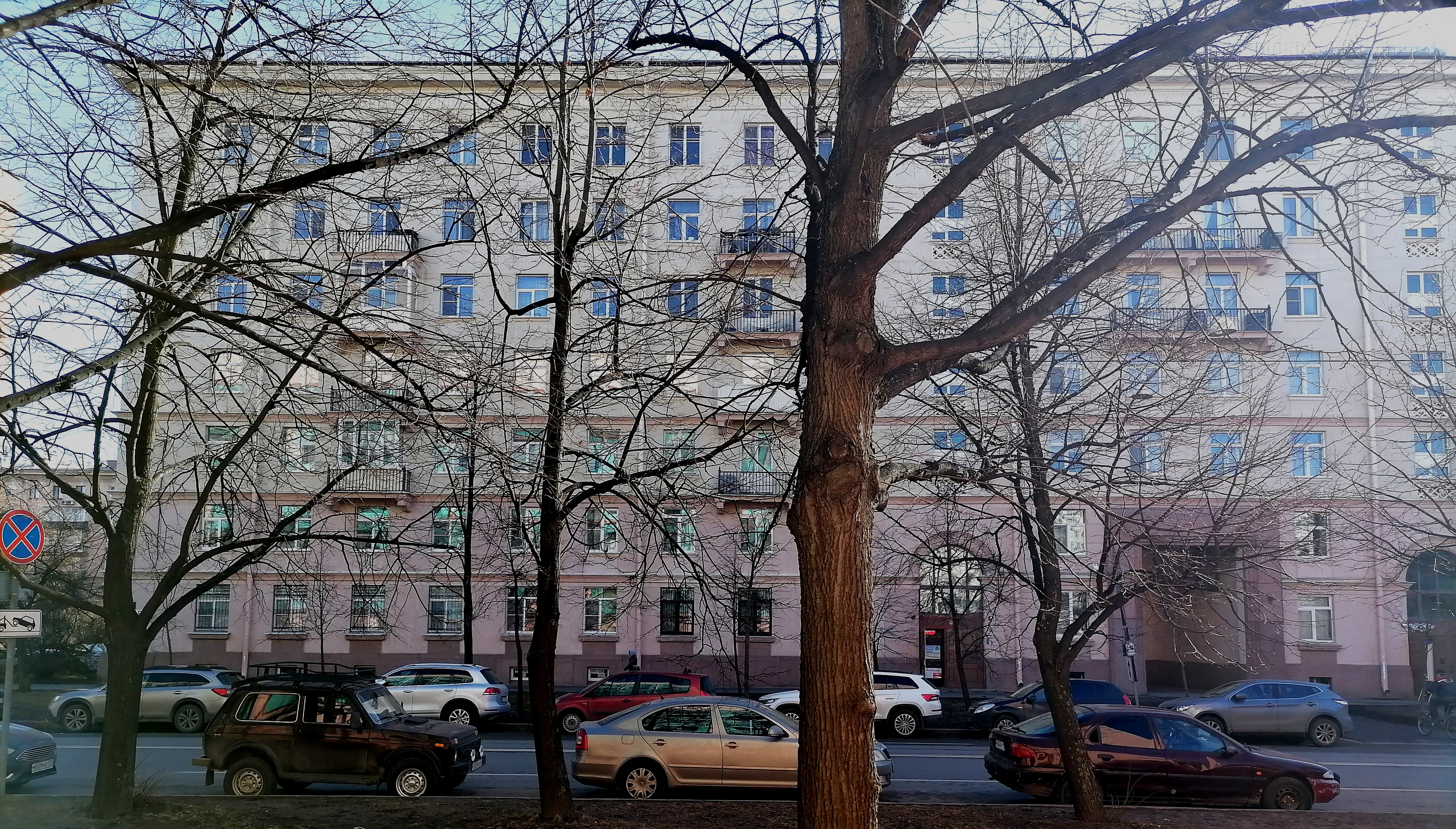
В этом доме жил композитор Станислав Пожлаков

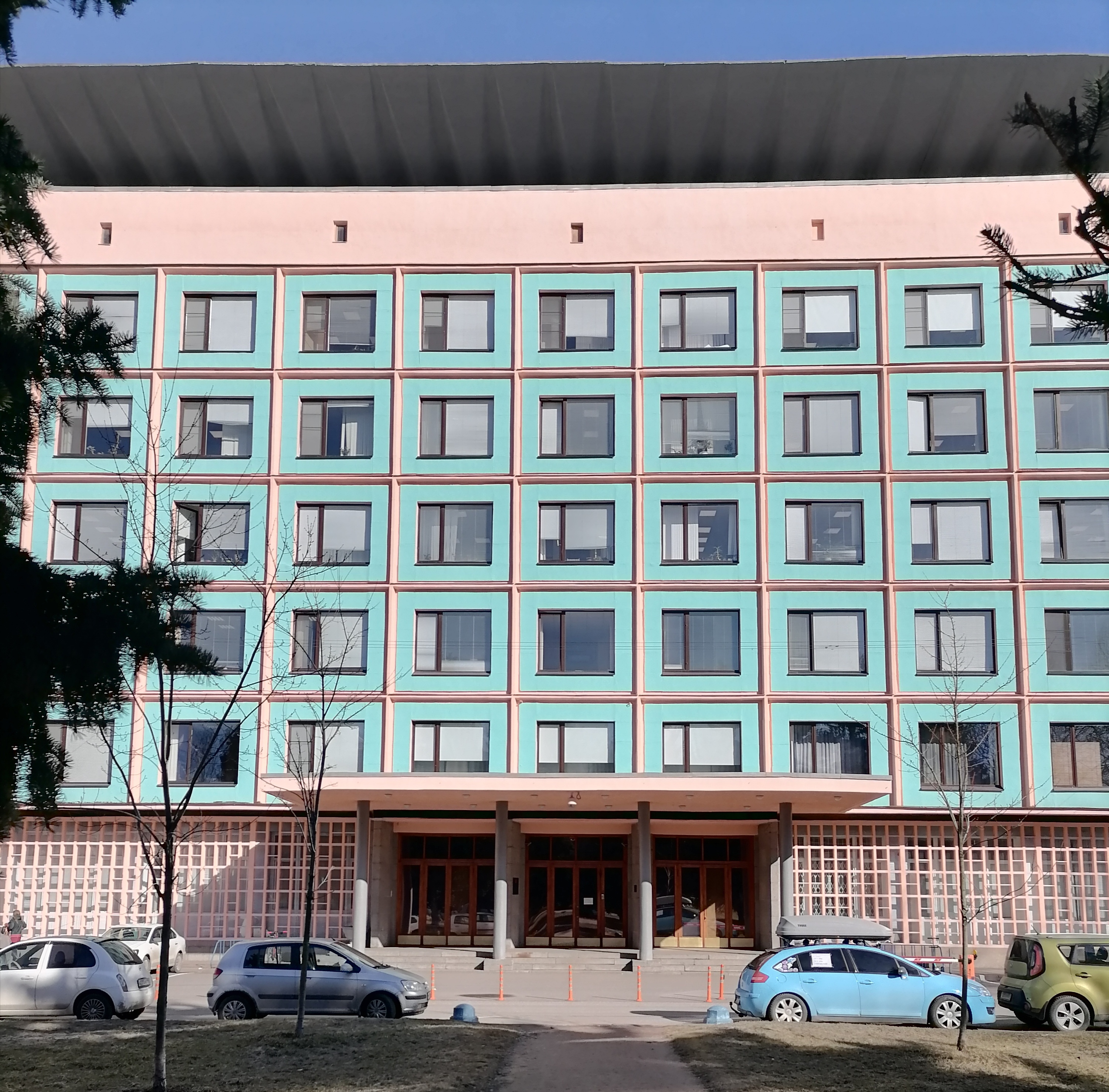
НПО «Малахит»

Проект квартальной застройки участков между Московским проспектом, и Варшавской улицей был создан архитектором Н. Г. Сваричевским. Он же автор домов 1—7 и 2—6 по улице Фрунзе.
Дом 10 примечателен своим происхождением: в рамках программы страны «народная стройка» его возводили своими руками будущие его жители, работники фабрики «Скороход», состоящие на учёте в районных отделах социального обеспечения по улучшению жилищных условий, с привлечением их личных средств и помощи руководства популярной обувной фабрики как материалами, так и временными переводами трудящихся-строителей, мастеров своего дела, специалистов фабрики, с основных рабочих мест на рабочие должности камещиков, строителей и прочих и зарплатой по правилам и нормам временных рабочих мест на строительстве своего будущего дома. Дом строился на протяжении 5 лет. Почти весь первый этаж здания, после сдачи дома в эксплуатацию (1962), был передан, согласно проекту, для нужд района и города, разработчика проекта. Здесь разместились детская поликлиника, опорный пункт милиции, театральная касса и другие учреждения, а семьи с детьми из комнат в коммунальных квартирах переселились в новые просторные квартиры.
В доме 12 находится Физико-математический лицей 366.
В доме 13 располагается гимназия № 526.
В доме 18 находится конструкторское бюро «Малахит» по проектированию подводных лодок.
В доме 22 находится школа № 507, ранее № 540 (до того 378): в ней в детстве учился музыкант Виктор Цой и преподавала физкультуру его мать Валентина Цой.
В доме 23 жил и умер известный советский и российский композитор Станислав Пожлаков (1937—2003).